# Don Shirley
Donald Walbridge „Don“ Shirley (* 29. Januar 1927 in Pensacola, Florida; † 6. April 2013 in Manhattan, New York City) war ein US-amerikanischer Pianist und Komponist, der in seiner Musik Jazz und klassische Musik verschmolz.

## Leben und Wirken
Don Shirleys Eltern wanderten aus Jamaika in die USA ein. Sein Vater Edwin Shirley war Priester der Episkopalkirche, seine Mutter Stella Gertrude geb. Young arbeitete als Lehrerin und starb, als Don neun Jahre alt war. Im Alter von zwei Jahren begann er mit dem Klavierspiel und erhielt seinen ersten Unterricht von seiner Mutter, mit drei Jahren spielte er Orgel. Mit zehn Jahren trat er als Konzertpianist auf, sein Repertoire umfasste zu dieser Zeit bereits zahlreiche Standardwerke der klassischen Klavierliteratur und er galt als Wunderkind. Verschiedene Quellen berichten, dass er ab dem Alter von neun Jahren in Klavier und Musiktheorie von Nicolai Mittolovski am Leningrader Konservatorium unterrichtet wurde. Nach anderen Quellen erfolgte dies erst einige Jahre später.
Shirley studierte dann Orgel und Komposition bei Conrad Bernier und Thaddeus Jones an der Catholic University of America in Washington. Mit 18 Jahren hatte er sein Debüt mit Tschaikowskis 1. Klavierkonzert begleitet vom Boston Pops Orchestra unter der Leitung von Dean Dixon. Ein Jahr später wurde eine seiner Kompositionen vom London Philharmonic Orchestra aufgeführt. Shirley trat zwischen 1954 und 1958 mit verschiedenen bedeutenden Orchestern auf, darunter das Chicago Symphony Orchestra, das Detroit Symphony Orchestra, das Cleveland Orchestra, das National Symphony Orchestra und das NBC Symphony Orchestra of the Air. Dabei trat er auf bedeutenden Bühnen auf wie der Carnegie Hall, der Metropolitan Opera und am Teatro alla Scala.
Auf Anraten seines Agenten Sol Hurok, der seine weitere Karriere als Schwarzer zur damaligen Zeit im klassischen Konzertbetrieb als unsicher ansah, begann er mit populärer Musik und Jazz in Nachtclubs aufzutreten, zunächst im Duo mit einem Bassisten und schließlich im Trio mit Kontrabass- und Cello-Besetzung. Dabei verband er amerikanische und europäische Musiktraditionen mit Formen der klassischen Konzertmusik. Seine Arrangements verarbeiteten Standards wie Irving Berlins Blue Skies, George Shearings Lullaby of Birdland oder Richard Rodgers’ This Nearly Was Mine. Er interpretierte Showtunes aus dem Great American Songbook ebenso wie Bluestitel, Worksongs und Spirituals, allerdings ohne zu improvisieren. 1955 spielte er den Klavierpart in Duke Ellingtons sinfonischem Werk New World A-Comin’.
Zu Shirleys kompositorischem Werk zählen ein Klavierkonzert, einige Orgelsinfonien, zwei Streichquartette und zahlreiche Werke für Klavier. Für den mit ihm befreundeten Duke Ellington schrieb er das Divertimento for Duke by Don, ein sinfonisches Werk, das 1974 vom Hamilton Philharmonic Orchestra Ontario uraufgeführt wurde.  Zu seinen weiteren Werken gehört eine Tondichtung zu Finnegans Wake von James Joyce.
Shirley nahm in den 1950er und frühen 1960er Jahren für das Label Cadence Records auf; zu seinen bekannten LPs zählen Piano Perspectives, Don Shirley Plays Love Songs, Don Shirley Plays Gershwin und Don Shirley Plays Shirley. Danach wechselte er zu Columbia Records. Er spielte auch auf einigen Singles Instrumentalversionen populärer Songs wie If I Had a Hammer, Ol’ Man River oder Stand By Me ein.
Die 1952 mit Jean C. Hill in Cook County (Illinois) geschlossene Ehe wurde einige Jahre später geschieden.
Shirley starb am 6. April 2013 im Alter von 86 Jahren in Manhattan an den Folgen eines Herzleidens.

## Diskographie
- Tonal Expressions (Cadence; 1955)
- Orpheus in the Underworld (Cadence; 1956)
- Piano Perspectives (Cadence; 1956)
- Don Shirley Duo (Cadence; 1956)
- Don Shirley with Two Basses (Cadence; 1957)
- Don Shirley Solos (Cadence; 1957)
- Improvisations (Cadence; 1957)
- Don Shirley (Audio Fidelity; 1959)
- Don Shirley Plays Love Songs (Cadence; 1960)
- Don Shirley Plays Gershwin (Cadence; 1960)
- Don Shirley Plays Standards (Cadence; 1960)
- Don Shirley Plays Birdland Lullabies (Cadence; 1960)
- Don Shirley Plays Showtunes (Cadence; 1960)
- Don Shirley Trio. Mit Ken Fricker, Kontrabass; Juri Taht, Cello (Cadence; 1961)
- Piano Arrangements of Spirituals (Cadence; 1962)
- Pianist Extraordinary (Cadence; 1962)
- Don Shirley Presents Martha Flowers (Cadence; 1962)
- Drown in My Own Tears (Cadence; 1962)
- Don Shirley Trio: Water Boy. Mit Ken Fricker, Kontrabass; Juri Taht, Cello (Columbia; 1965)
- The Gospel According to Don Shirley (Columbia; 1969)
- Don Shirley in Concert (Columbia; 1969)
- The Don Shirley Point of View (Atlantic; 1972)[9]
- Home with Donald Shirley (2001)
- Don Shirley's Best (Cadence; 2010)

## Film
Im Jahr 2018 erschien das biografische Filmdrama Green Book – Eine besondere Freundschaft von Peter Farrelly. Der Film basiert auf der Lebensgeschichte von Tony Lip, der in den 1960er Jahren während einer mehrmonatigen Konzertreise der Chauffeur des Pianisten Shirley war. Die Filmpremiere fand im September 2018 im Rahmen des Toronto International Film Festivals statt. Das Drehbuch schrieb Nick Vallelonga, der Sohn von Tony Lip.
Die Authentizität der Filmbiografie wurde von Shirleys Familie heftig kritisiert, und der Film als eine „Sinfonie von Lügen“ bezeichnet. Don Shirley habe Tony Lip nie als seinen Freund angesehen, er sei nur sein Fahrer gewesen. Auch habe sich Shirley nicht von seiner Familie entfremdet, wie im Film dargestellt. Nick Vallelonga habe Don Shirley bereits 30 Jahre zuvor den Vorschlag für einen Film unterbreitet und dieser habe darauf vollkommen ablehnend reagiert. Vallelonga gab jedoch an, er habe bei seiner Arbeit an Green Book auch Shirley vor dessen Tod befragt und von diesem Anweisungen erhalten, was er schreiben solle und was nicht. Don Shirley selbst äußerte sich in einem Interview für den Dokumentarfilm Lost Bohemia (2011), es habe sich nicht nur um ein Arbeitgeber-Arbeitnehmerverhältnis gehandelt, sondern um eine Freundschaft, er habe Tony Lip unbedingt vertraut.